# Ivan Logar (župan)
Ivan (Janez) Logar sr. s hišnim imenom Slakan, slovenski politik in posestnik, * 6. junij 1834, Hrastnik, † 6. december 1895, Trbovlje.
Med letoma 1877 in 1892 je bil župan Trbovelj.

## Življenje
Ivan Logar se je rodil 6. junija 1834 v Hrastniku očetu Tomažu in materi Mariji (rojeni Peklar).
V Trbovlje je prišel leta 1858, ko je prevzel kmetijo Janeza Erjavca. Leta 1880 je kupil Škratovo kmetijo. V Trbovljah je zgradil večjo hišo, kjer se je ukvarjal z gostilničarstvom.
25. februarja 1867 se je poročil z Marijo Čanek, s katero se jima je 29. maja 1869 rodila hči Amalijo.
Leta 1877 je bil po Kalanovem odstopu izbran za župana Krajevne občine Trbovlje. Funkcijo je opravljal do odstopitve leta 1892. Za dolgoletno županovanje je prejel srebrni pokal.
Umrl je 6. decembra 1895 v Trbovljah.